# Maristas Málaga
Maristas Málaga, ab 1988 aus Sponsoringgründen Puleva Maristas, ist ein spanischer Handballverein aus Málaga. Das erste Männerteam absolvierte elf Spielzeiten in der höchsten spanischen Liga, der Liga Asobal.

## Geschichte
Der Verein spielte ab der Saison 1980/81 in der Liga Asobal, Spaniens höchster Liga. Er war einer der Gründungsvereine der Asociación de Clubes Españoles de Balonmano (Asobal). Ihre beste Platzierung erreichte die Mannschaft mit dem fünften Platz in der Saison 1992/93. 1984 stieg das Team in die División de Honor Plata ab, kehrte aber zur Saison 1988/89 in die höchste Spielklasse zurück. Im Jahr 1995 zog sich der Verein aus finanziellen Gründen aus dem Spielbetrieb zurück.

## Name
Der Name Maristas stammt von der Congregación de los Hermanos Maristas.

## Halle
Heimspielstätte ist der Pabellón del Colegio Maristas.

## Spieler
Zu den Spielern im Verein zählten Erik Veje Rasmussen (1983–1984), Valdemaras Novickis (1988–1989), Raimondas Valuckas (1988–1989), Andrei Xepkin (1991–1992), Wjatscheslaw Meschkow (1992–1993), Andrei Tjumenzew (1993–1994), Antonio Carlos Ortega (eigene Jugend, Profis 1990–1994), „Quino“ Soler (1990–1994), José Luis Pérez Canca (1990–1995) und Waleri Gopin (1991–1994, Torschützenkönig der Liga Asobal 1992 und 1993). Zu Ehren des 2015 verstorbenen Canca hängt eine Nachbildung seines Trikots mit der Rückennummer 18 in der Halle.